# Madis Mihkels
Madis Mihkels (født 31. maj 2003 i Tartu) er en cykelrytter fra Estland, der er på kontrakt hos EF Education-EasyPost.